# Земская почта Крапивенского уезда
Зе́мская по́чта Крапи́венского уе́зда — земская почта, организованная земской управой Крапивенского уезда Тульской губернии. Земская почта Крапивенского уезда функционировала на протяжении трёх лет — с 1 января 1870 года по 31 декабря 1872 года. В этот период было выпущено 5910 земских почтовых марок, реализация которых продолжалась и после упразднения земской почты в Крапивенском уезде.

## Организация земской почты
Намерение организовать уездную почту было изложено очередному собранию в докладе Крапивенской земской управы «Об учреждении земско-сельской почты» от 13 сентября 1869 года. При этом, наряду с казённой корреспонденцией, предусматривалась пересылка и частной:
Частные лица, пересылающие свою простую корреспонденцию по земской почте к лицам, живущим в г. Крапивне или уезде оного, при сдаче платят от каждого письма или конверта по 3 коп.<…>
Согласно приложенным к установлению правилам, половина денег, вырученных за пересылку частной корреспонденции, должна была идти в управу для покрытия расходов на содержание почты, а другая — в пользу волостных писарей «за труды их по этому предмету».
Собрание утвердило доклад управы и высказалось за устройство в уезде почты и введение в оборот почтовых марок.
Пересылка корреспонденции по уезду земской почтой была открыта 1 января 1870 года, о чём указывалось в докладе управы собранию в 1870 году.
Земская почта прекратила свою работу через три года. В 1872 году собрание приняло решение:
Земскую почту упразднить, а вместо неё нанять коннорассыльного для развозки корреспонденции управы.
Однако и этот способ пересылки просуществовал недолго. 28 сентября 1880 года должность коннорассыльного почтаря отменили и стали, как и раньше, пересылать корреспонденцию управы в волостные управления и к разным лицам через полицию.

## Выпуски земских марок
Как отмечалось в докладе управы 1870 года, была проделана следующая организационная работа по изданию земских марок:
Штемпельная печать для печатания марок приобретена за 10 рублей. Всех марок было изготовлено 5910 штук, коих по 120 штук передано для надлежащего употребления в волостные правления, а остальные находятся в управе…
Изготовление марок осуществлялось при помощи ручного штемпеля. При этом использовалась бумага разного сорта, а оттиски производились сине-зелёной краской различных тонов.
Как явствует из доклада управы, марки в количестве 5910 штук были отпечатаны сразу или почти сразу. Первые 25 листов по 120 марок в каждом были изготовлены к 1 января 1870 года. Из них 23 листа разослали в волостные правления. В дальнейшем печатали марочные листы иного формата — по 180 штук. Когда управа опубликовала доклад от 1 июля 1870 года, весь тираж марок уже был напечатан. В ранних каталогах ошибочно утверждалось, что марки были выпущены в 1871 году.

## После упразднения почты
После отмены земской почты Крапивенская уездная управа затребовала у всех волостных правлений вернуть к 1 февраля 1873 года «оставшиеся земские марки, книги и деньги, вырученные через продажу земских марок…».
Согласно отчётной документации волостных правлений, в 1870 году во всех 23 волостях было реализовано 325 марок на сумму 9 рублей 75 копеек, а в 1871—1872 годах в 16 волостях — 711 марок на сумму 21 рублей 33 копеек. Из семи правлений данные за два последних года оборота марок поступили не в полном объёме, поэтому, как говорилось в докладе управы собранию в 1874 году, «верного учёта продажи марок сделать было невозможно».
В общей сложности за три года через волостные правления было продано 1036 марок на сумму 31 рубль 8 копеек. Из них 15 рублей 54 копейки (50 %) поступили в управу, а остальная часть пошла на оплату работы писарей.
В отчётах управы в период с 1876 по 1888 год встречаются сведения о продаже остатков марок «от упразднённой земской почты» коллекционерам и торговцам.
Всего с 1870 по 1888 год от реализации марок управой было получено 146 рублей 16 копеек. Если сюда прибавить 15 рублей 74 копейки, начисленных волостным писарям, то сумма составит 161 рубль 70 копеек, что соответствует 5390 маркам из отпечатанных управой 5910 штук. Неизвестной остаётся судьба 520 марок, но, скорее всего, они были проданы торговцам со скидкой номинала.
В последних финансовых отчётах не отмечены доходы от марок. Но с 1908 года о них снова можно найти упоминания в графе «Случайные поступления». При этом речь идёт о доходе не от марок, «оставшихся от упразднения почты», а «от продажи образцов земскопочтовых марок».
В 1908—1914 годах поступления в управу составили 14 рублей 28 копеек — от Гессе, Кербера, Щербиновского, Эйхенталя и др. Продававшиеся «образцы» были новоделами марок. Их изготавливали мастиками фиолетового, чёрного и золотого цветов на различных бумагах и рассылались управой по запросам коллекционеров и торговцев.